# خورشید نیمه‌شب (موزیکال)
خورشید نیمه‌شب (انگلیسی: Midnight Sun; کره‌ای: 태양의 노래; لاتین‌نویسی اصلاح‌شده: Tae-yang-ui norae; lit. "Song of the Sun") یک تئاتر موزیکال کره جنوبی تولید شده توسط Shinswave در سال ۲۰۲۱ بر پایه فیلم ژاپنی سال ۲۰۰۵، ترانه‌ای به خورشید است.